# Synthesis
Synthesis ist eine wissenschaftliche Zeitschrift für synthetische Chemie, insbesondere die organische Chemie, inklusive metallorganischer Chemie, Organoheteroatomchemie sowie medizinische Chemie, biologische Chemie und Photochemie. Vorsitzender des Herausgebergremiums war Dieter Enders von der RWTH Aachen.
Der Impact Factor lag im Jahr 2019 bei 2,675. Nach der Statistik des ISI Web of Knowledge wurde das Journal 2014 in der Kategorie organische Chemie an 16. Stelle von 57 Zeitschriften geführt.
Die Schwesterzeitschriften Synlett und Synfacts erscheinen im gleichen Verlag.